# Oxyurichthys lemayi
Oxyurichthys lemayi är en fiskart som först beskrevs av Smith, 1947.  Oxyurichthys lemayi ingår i släktet Oxyurichthys och familjen smörbultsfiskar. Inga underarter finns listade i Catalogue of Life.